# Championnats panaméricains de cyclisme de 1984
Navigation
Championnats panaméricains 1982 Championnats panaméricains 1986
Les Championnats panaméricains de cyclisme sont les championnats continentaux de cyclisme sur route et sur piste pour les pays membres de la Confédération panaméricaine de cyclisme.
La septième édition se déroule en juin 1984 en Colombie.
Les compétitions sur piste ont pour théâtre le vélodrome Martín Emilio Cochise Rodríguez de Medellín.

## Podiums

### Cyclisme sur route
| Épreuves           | Or                                                                               | Argent                                                                          | Bronze                                                                   |
| ------------------ | -------------------------------------------------------------------------------- | ------------------------------------------------------------------------------- | ------------------------------------------------------------------------ |
| Course en ligne    | Ramón Tolosa (es)                                                                | Fabio Parra                                                                     | Julio Alberto Rubiano                                                    |
| 100 km par équipes | Chili Manuel Aravena (en) Fernando Vera (es) Eduardo Cuevas (en) Lino Aquea (en) | Brésil Jair Braga (pt) Gilson Alvaristo (pt) Renan Ferraro Marcos Mazzaron (pt) | Colombie Ramón Tolosa (es) Fabio Parra Julio Alberto Rubiano Néstor Mora |

### Cyclisme sur piste
| Épreuves               | Or                                                                                | Argent                                                                              | Bronze                                                                             |
| ---------------------- | --------------------------------------------------------------------------------- | ----------------------------------------------------------------------------------- | ---------------------------------------------------------------------------------- |
| Kilomètre              | Gene Samuel                                                                       | Miguel Droguett (de)                                                                | Antonio Urquijo (en)                                                               |
| Vitesse                | Antonio Urquijo (en)                                                              | Jairo Meneses                                                                       | Gene Samuel                                                                        |
| Poursuite individuelle | Balbino Jaramillo (es)                                                            | Antônio Silvestre (pt)                                                              | Fernando Vera (es)                                                                 |
| Poursuite par équipes  | Chili Fernando Vera (es) Eduardo Cuevas (en) Miguel Droguett (de) Lino Aquea (en) | Brésil Antonio Carlos Hunger Antônio Silvestre (pt) Hans Fischer (en) Mauro Ribeiro | États-Unis Dave Lettieri (en) Craig Alan Schommer Kit Kyle (de) David Brinton (en) |
| Course aux points      | Balbino Jaramillo (es)                                                            | Eulogio Cala                                                                        | Fernando Louro (de)                                                                |

## Tableau des médailles
La Colombie obtient le titre des VIIe championnats panaméricains.
| Rang  | Nation            | Or | Argent | Bronze | Total |
| ----- | ----------------- | -- | ------ | ------ | ----- |
| 1     | Colombie          | 3  | 2      | 2      | 7     |
| 2     | Chili             | 3  | 1      | 2      | 6     |
| 3     | Trinité-et-Tobago | 1  | 0      | 1      | 2     |
| 4     | Brésil            | 0  | 3      | 1      | 4     |
| 5     | Venezuela         | 0  | 1      | 0      | 1     |
| 6     | États-Unis        | 0  | 0      | 1      | 1     |
| Total | Total             | 7  | 7      | 7      | 21    |